# Poecilia velifera
Poecilia velifera (conhecido popularmente como molinésia velifera é originária da peninsula de Yucatan no México, habitam ambientes mais quentes do que as espécies do que as outras espécies de molinésias, com temperaturas entre os 25º e os 28°C .
Além do tamanho, pode chegar aos 12 cm , difere-se da Poecilia latipinna por apresentarem barbatanas dorsais menores e pequenos brilhantes enquanto da outra espécie são escuros e retangulares .

## Aquário
São peixes pacíficos com outras espécies, porém os machos tornam-se muito agressivos entre si, principalmente quando a quantidade dos mesmos em relação as fêmeas for pequena.
No ambiente do aquário o ideal suporta temperaturas entre 24°C e 30°C,. O pH da água ideal seria entre 7 e 8, e o dH em torno de 12 a 19 . São animais onívoros, aceitando todo tipo de alimentação, além de ração seca, podemos oferecer alimentos vivos, como em todas as molinésias as algas e alimentos vegetais são importantes na sua alimentação, fato que as faz passar grande parte do tempo a limpar as algas dos vidros e da decoração, sendo desta forma utilizadas no controle de algas em aquários plantados desde que o aquário ofereça parâmetros de água compatíveis.